# 파라마운트 스트리밍
파라마운트 스트리밍(Paramount Streaming Inc., 과거 이름: 바이아컴CBS 스트리밍, CBS 인터랙티브, CBS Interactive Inc, CBS 디지털 미디어 그룹, CBS Digital Media Group)는 미국의 미디어 기업이자 바이어컴CBS의 지사이다. 정보와 엔터테인먼트를 위한 온라인 콘텐츠 네트워크이다. 이 웹사이트는 뉴스, 스포츠, 오락, 테크놀로지 사업 분야를 다룬다.  현재 사장은 짐 랜존(Jim Lanzone)이다.
CBS 인터랙티브는 CBS 네트워크 세일즈와 조율하여 함께 광고 판매 사업을 하고 있으며 그 외에 텔레비전, 스포츠, 뉴스 그룹도 프로그램 개발에 계속 참여할 예정이다.

## 역사
2007년 5월 30일, CBS 인터랙티브는 라스트 FM을 140,000,000 유로(280,000,000 미국 달러)에 인수하였다.
2008년 6월 30일, CNET이 CBS에 인수되면서 자산이 CBS 인터랙티브로 합병되었으며, 여기에는 메타크리틱, 게임스팟, TV.com, Movietome을 포함한다.
2012년 3월 15일, CBS 인터랙티브는 비디오 게임 기반 웹사이트 자이언트 툼과 만화책 기반 웹사이트 코믹 바인을, 다른 나머지 웹사이트를 BermanBraun에 판매한 위스키 미디어로부터 인수했다고 발표되었다. 이 시기는 비디오 게임 기자 제프 게르스트만(Jeff Gerstmann)이 CBS 인터랙티브의 비디오 게임 웹사이트 지사(게임스팟과 GameFAQs를 포함)로 복귀하는 계기가 되었으며 게르스트만은 다시 한 번 CBS 인터랙티브 본사의 같은 건물에서 게임스팟의 과거 동료들 중 일부와 직접 일하기 시작하였다.
2012년 4월 17일, 메이저 리그 게이밍과 CBS 인터랙티브는 트위치와 함께 파트너십을 맺었다고 발표되었다.

## 브랜드

### 엔터테인먼트
CBS 인터랙티브의 엔터테인먼트 브랜드는 미국의 네트워크 텔레비전 채널, CBS의 온라인 홈인 CBS.com, 그리고 OTT 서비스 CBS 올 액세스이다. TV 가이드, CHOW, TV.com, 메타크리틱, 코믹 바인, 게임랭킹스도 포함된다.

### 비디오 게임
CBS 인터랙티브의 비디오 게임 브랜드로는 GameFAQs, 게임스팟, 자이언트 툼, onGamers가 있다.

### 음악
CBS 인터랙티브의 음악 브랜드는 라스트 FM, MetroLyrics가 있다.

### 뉴스
CBS 인터랙티브의 뉴스 브랜드는 CBSNews.com, CBSN이 있다.

### 스포츠
CBS 인터랙티브의 스포츠 브랜드는 CBSSports.com, CBSSports.com 칼리지 네트워크, CBS 스포츠 판타지, MaxPreps가 있다. (CBS 스포츠도 참조)

### 기술
CBS 인터랙티브의 기술 브랜드는 CNET, CNet 콘텐츠 솔루션스, 다운로드닷컴, 테크리퍼블릭, 지디넷이 있다.

## 과거 브랜드
2007년에 설립된 BNET은 경영학 문제를 전문적으로 다루는 웹진이었다. 2008년 6월 CBS 머니워치에 합병되었다.